# Курганская областная универсальная научная библиотека имени А. К. Югова
Курганская областная универсальная научная библиотека им. А. К. Югова (КОУНБ) — крупнейшее собрание технической, художественной и научной литературы в городе Кургане, учреждение носит имя курганского писателя А. К. Югова.

## История библиотеки
История Курганской областной библиотеки начинается на рубеже XIX—XX веков. Называются разные даты, начиная с 1894 по 1912 год. Такая сумятица мнений вызвана неполной выявленностью архивных документов. Также нет единого мнения по вопросу, что именно считать точкой отсчёта, датой создания библиотеки: время выхода постановления о её устройстве или день открытия для первых читателей.
- 1894 — поставлен вопрос о создании публичной библиотеки в г. Кургане;
- 1895 — удалось открыть читальню и библиотеку при Обществе попечения об учащихся, которая стала основой публичной библиотеки;
- 1896 — существует два отдела библиотеки: платный и бесплатный;
- 1899 — в апреле введена должность библиотекаря;
- 1911 — 20 августа библиотека Общества попечения об учащихся передана в введение города;
- 1911 — в ноябре библиотека закрывается по Постановлению тобольского губернатора;
- 1911 — в декабре решением Думы председателем городской библиотечной комиссии по организации передачи библиотеки Общества попечения об учащихся в ведение городского самоуправления избран Петр Павлович Успенский;
- 1912 — в начале года Курганской Думой, библиотека передана в ведение городского самоуправления. Управление делами библиотеки возложили на выборную комиссию, утверждённую губернатором;
- 1912 — 6 декабря — официальное открытие Общественной публичной библиотеки;
- 1943 — 5 июля решением облисполкома на базе окружной центральной была создана областная библиотека. С этого периода открылась новая глава истории библиотеки. В особняке по улице Куйбышева, построенном на средства ссыльных декабристов для городского училища, разместились читальный зал, абонемент, передвижной отдел, отдел обработки литературы, методический кабинет. Библиотека занимает бельэтаж старинного здания и размещается на площади 210 м2;
- 1943 — с ноября начал поступать обязательный экземпляр литературы из Центрального библиотечного коллектора г. Москвы;
- 1947 — библиотека занимает все 3 этажа здания (763 м2), были организованы отделы: книгохранения, МБА, позже справочно-библиографический;
- 1968 — переезд в новое типовое здание. 21 мая торжественное открытие библиотеки для читателей[2]. Изменилась структура библиотеки, возникли новые отраслевые отделы: отдел литературы на иностранных языках, музыкально-нотный, патентно-технический, отдел обслуживания работников сельского хозяйства;
- 1983 — 30 июня областная библиотека получила статус универсальной научной библиотеки. На основании приказа Министерства культуры РСФСР от 04.02.1983 г № 56 и приказа Управления культуры Курганского облисполкома от 30.06.1983 г. № 67
- 1991 — решением исполкома Курганского областного Совета народных депутатов от 13.03.1991 г. № 64 «…В целях увековечения памяти известного советского писателя, лауреата Государственной премии РСФСР А. К. Югова, жизнь и творчество которого неразрывно связаны с Зауральем, присвоить Курганской областной универсальной научной библиотеке имя Алексея Кузьмича Югова»;
- 1994 — директором ОУНБ стала С. Е. Золотых (директор библиотеки 1994—2014). Первые шаги в освоении компьютерных технологий;
- 1999 — 25 февраля Почетной грамотой Курганской областной Думы награждён коллектив КОУНБ за особый вклад в развитие культуры области;
- 2000 — ноябрь официальное открытие Регионального публичного центра правовой информации;
- 2001 — в библиотеке открыт Музей книги.

## Награды
- Почётная грамота Курганской областной Думы, 25 февраля 1999 года, за особый вклад в развитие культуры области.
- Почётный знак «За активную работу по патриотическому воспитанию граждан Российской Федерации», май 2009.
- Памятный набор «70 лет Победы в Великой Отечественной войне 1941—1945 годов», май 2015 года, за организацию и проведение целенаправленной работы по патриотическому воспитанию подрастающего поколения.
- Лауреат областного конкурса «Библиотека года», 2004 год, 2007 год.

## Интересные факты
- Разговорное название библиотеки среди курганцев — «Юговка».
- В 2012 году к 100-летию библиотеки по инициативе Курганского филиала Почты России выпущены художественные немаркированные конверты. Общий тираж составил 25 тысяч экземпляров. 27 ноября 2012 года состоялась торжественная церемония спецгашения конверта.